# Luís Pinto-Coelho (pintor)
Luís Pinto-Coelho ou Luís Pinto Coelho, de nome completo Luís Braamcamp Freire Pinto Coelho ComIH • GCIH (Lisboa, Santa Isabel, 26 de Janeiro de 1942 - Madrid, 4 de Novembro de 2001), foi um pintor português de renome internacional que viveu em Espanha. Ao longo de 4 décadas produziu vasta e diversa obra e destacou-se numa fase da sua carreira como famoso retratista.

## Biografia
Filho do embaixador Luís Pinto Coelho e de sua primeira mulher Maria da Madre de Deus Amado Braamcamp Freire, em 1959 iniciou o curso de pintura e escultura na Escola Superior de Belas-Artes de Lisboa, mas com 19 anos abandonou os estudos e concretizou o seu objectivo de ir morar para Espanha. Aproveitando a oportunidade de o seu pai ter sido nomeado embaixador de Portugal em Madrid, em Outubro de 1961 mudou-se para Madrid onde viveu até ao fim da vida. Durante os primeiros 2 anos trabalhou no atelier do pintor espanhol Luis García-Ochoa, o seu mestre, e foi depois bolseiro da Fundação Calouste Gulbenkian.
Depois de ter participado pela primeira vez numa exposição colectiva com 14 anos, no 3.º Salão de Educação estética da M. P. em 1956, participou regularmente em exposições colectivas em Lisboa e no Porto desde 1960. Fez a sua primeira exposição individual em 1962 na Galeria San Jorge, em Madrid, e teve a sua primeira exposição individual em Portugal em 1964, na Galeria Diário de Notícias, em Lisboa.
Foi Membro de várias Academias. A 9 de Abril de 1981 foi distinguido pelo Governo Português com o grau de Comendador da Ordem do Infante D. Henrique e a 2 de Maio de 2000 foi elevado a Grã-Cruz da mesma Ordem.
Desde 1995 foi submetido a várias cirurgias e tratamentos de quimioterapia, mas continuou sempre a pintar e expôr a sua obra até ao fim da vida. Morreu em Madrid, em 2001 vítima de cancro do pulmão.
Casou em Lisboa, São Mamede, a 28 de Novembro de 1964 com Isabel Maria de Carvalho Godinho Mónica (Lisboa, Camões, 19 de Junho de 1944), irmã de sua cunhada Maria Filomena Mónica, de quem teve um único filho, o também pintor Pedro Mónica Pinto Coelho (Lisboa, Alvalade, 28 de Agosto de 1965), casado em Lisboa, Santa Isabel, a 28 de Agosto de 2001 com Sofia Sampaio e Paiva Ribeiro da Silva (Porto, Sé, 12 de Outubro de 1965), Licenciada em Gestão, de quem tem duas filhas, Carolina Ribeiro da Silva Pinto Coelho (Lisboa, Santa Isabel, 19 de Outubro de 2001) e Inês Ribeiro da Silva Pinto Coelho (Lisboa, Santa Isabel, 26 de Julho de 2004).
É tio do actual Presidente do partido Ergue-te! (ex-PNR), José Pinto Coelho, do cartunista Luís Pinto Coelho e da jornalista Sofia Pinto Coelho.

## Obra
A obra Pinto-Coelho está representada em mais de um milhar de colecções particulares em todo o mundo e nos museus de Arte Contemporânea de Madrid e Lisboa, Ayllón (Espanha), Ovar (Portugal), Museu Nacional do Azulejo (Lisboa), Museu da Cidade de Lisboa, no Centro de Arte Moderna da Fundação Calouste Gulbenkian, no Museu da Real Academia de Bellas Artes de San Fernando (Madrid), no Museu de Grabado Contemporáneo (Marbelha), no Museu Olímpico (Lausana) e noutras colecções públicas.
Participou em numerosas exposições colectivas e realizou 54 exposições individuais, entre quais se destacam as do Museu de Arte Moderna do Rio de Janeiro, da Galeria Anders Tornberg em Lund na Suécia, da Fundação Calouste Gulbenkian em Lisboa e em Paris, dos festivais ARCO em Madrid nas edições de 1983, 1985 e 1987, do Museu da Água e Museu Nacional do Teatro em Lisboa, da Fundação Carlos de Amberes em Madrid, do Leal Senado de Macau, do Palácio Nacional da Ajuda e do Palácio Galveias em Lisboa e da Galeria One em Tóquio.
Retratou várias personalidades, entre as quais se destacam o Rei D. Juan Carlos I de Espanha, o Grão-Duque Jean do Luxemburgo, o Rei Simeão II da Bulgária, o Presidente Kamuzu Banda do Malawi, o Príncipe Alberto do Mónaco, a Arquiduquesa Sofia de Habsburgo, Isabel Preysler, Hans Rausing, Amália Rodrigues, o Dr. Azeredo Perdigão, o General António Ramalho Eanes, o Cardeal Patriarca de Lisboa D. António Ribeiro, Belmiro de Azevedo e o escritor José Saramago.
Embora se tenha destacado como retratista, a sua obra mais pessoal, muito mais criativa e rica, num estilo próprio, abrange temas muito diversos, como personagens históricos, tauromaquia, cenas populares ou fantasias.
Para além da pintura de cavalete, também realizou numerosos trabalhos experimentando outras formas de expressão artística como a cerâmica, a pintura mural, a escultura, a cenografia, as artes gráficas, a fotografia, a decoração e o design, a tapeçaria e a gravura. Entre estes trabalhos destacam-se os que realizou para o Banco de Portugal, o Banco Pinto & Sotto Mayor, o Banco Árabe Espanhol, o Banco Espírito Santo, o Banco Português do Atlântico, a Caixa Geral de Depósitos, a Caja de Ahorros de Madrid, a Petroleos del Mediterráneo S.A., a Petroquímica Española S.A., a Asociación de Fabricantes de Azúcar de España, a Acor Sociedad Cooperativa Azucarera, a Renta Inmobiliaria, Larios S.A., a Pizza Hut, a Tetra Pak, a Vista Alegre, a Estée Lauder, a Cimpor, a RTC, a Avon Cosmetics S.A., a Manufactura de Tapeçarias de Portalegre, os Hotéis Altis, a Revista Ocidente, o Teatro Experimental de Cascais, o Pavilhão de Portugal na Feira Internacional de Osaka, o Metropolitano de Lisboa, o ICEP, o Ministério dos Negócios Estrangeiros, os Correios e Telecomunicações de Portugal, o Governo do Malawi, a S.T. Dupont, o Comité Olímpico Internacional, o Teatro Real de Madrid, e as companhias de Seguros Phoenix Latino, Império, Lusitania e Bonanza.

## Livros publicados
- Luís Pinto-Coelho - O Retrato na Obra do Pintor - 1992;
- Luís Pinto-Coelho - Pintura - 2000;
- Luís Pinto-Coelho - Autobiografia - 2002 (Edição póstuma).